# Демократична опозиция на Сърбия
Демократическата опозиция на Сърбия (на сръбски: Демократска опозиција Cрбије, ДОС; Demokratska opozicija Srbije, DOS) е широк съюз от политически партии в Република Сърбия (тогава част от Съюзна република Югославия), формиран като коалиция срещу управляващата Социалистическа партия на Сърбия и нейния лидер Слободан Милошевич през 2000 г.
Нейният кандидат Войслав Кощуница печели през септември 2000 г. изборите за федерален президент, а коалицията печели парламентарно мнозинство в Сръбската Скупщина на изборите през декември 2000 г. Коалицията формира кабинет начело със Зоран Джинджич като министър-председател, управлявал до декември 2003 г.
Първоначално ДОС е коалиция от 18 партии, включвайки:
- Демократическата партия (DS)
- Демократическа партия на Сърбия (DSS)
- Граждански Алианс за Сърбия (GSS)
- Християн-демократическата партия на Сърбия (DHSS)
- Нова Сърбия (NS)
- Социалдемократическата лига на Войводина (LSV)
- Социалдемократически съюз (SDU)
- Алианс на унгарците във Войводина]] (SVM)
- Реформистко-демократическа партия на Войводина]] (RDSV)
- Коалиция Войводина (KV)
- Социалдемокрация (SD)
- Демократическа партия на Санджак (SDP)
- други организации, числящи се към ДОС:
  - Демократична алтернатива (DA)
  - Нова Демокрация (ND)
  - Демократически център (DC)
- Асоциация на свободните и независими търговски съюзи (не е политическа партия)

Демократическата партия на Сърбия на Войслав Кощуница напуска парламента през юли 2001 г. в знак на протест срещу екстрадирането на Слободан Милошевич в ICTY и напуска официално коалицията през юли следващата година.
„Социалдемокрация“ излиза в опозиция през май 2001 г. след вътрешно разделение в партията, като фракцията легитимно е призната от Върховния съд на Сърбия като държаща правата на наименованието, но не е призната като такава от ДОС, която подкрепя другата фракция. Тази фракция се присъединява през юли 2002 г. към Социалдемократическия съюз. През май 2003 г. „Нова Сърбия“ е изгонена от коалицията заради конфликти с други нейни членове. През 2003 г. „Нова демокрация“ се преименува на „Сръбски либерали“, а Асоциацията на свободните и независими търговски съюзи основава Работническата партия на Сърбия, която става част от ДОС.
Кандидата на ДОС, Драголюб Минчунович не успява да спечели изборите за президент през 2003 г., като дори е надминат с 11% от Томислав Николич – кандидата на крайно-дясната Сръбска радикална партия. Но след като само 38% от електората е гласувал, изборът за президент е обявен за невалиден – за 3-ти пореден път. Това довежда до разформироването на ДОС на 18 ноември 2003 г. Решението е взето най-вече от Демократическата партия, основана от тогавашния министър-председател Зоран Джинджич, убит на 12 март 2003 г.